# San Giovanni Lupatoto
San Giovanni Lupatoto (velenceiül San Joani Lupatoto) település Olaszországban, Veneto régióban, Verona megyében. Lakosainak száma 25 341 fő (2023. január 1.). San Giovanni Lupatoto Buttapietra, San Martino Buon Albergo, Verona, Zevio és Oppeano községekkel határos.

## Népesség
A település népességének változása:
| Lakosok száma | 25 205 | 25 337 | 25 341 |
|               | 2017   | 2018   | 2023   |